# Thelomma (svamp)
Thelomma (Thelomma ocellatum) är en lavart som först beskrevs av Körb., och fick sitt nu gällande namn av Tibell. Thelomma (svamp) ingår i släktet Thelomma och familjen Physciaceae.   Inga underarter finns listade i Catalogue of Life.